# Стрелецкий (Орловская область)
Стрелецкий — посёлок в Орловской области России. Административный центр Пахомовского сельсовета Орловского района. В рамках организации местного самоуправления входит в Орловский муниципальный округ. 

## География
Расположен в 8 км к северо-западу от центра города Орла.

## История
До 1917 года на месте посёлка находилось имение Дмитро́вское-Истомино, с 1882 года принадлежавшее Валерию Николаевичу Лясковскому, педагогу, краеведу и общественному деятелю. После революции имение было конфисковано. На его месте был организован совхоз Стрелецкий.
В 1949 году в посёлке был открыт Орловский гидромелиоративный техникум (в настоящее время Орловский технический колледж).
В 1956 году в посёлке Стрелецкий была основана Орловская опытная станция по конопле ВНИИ лубяных культур. В 1962 году на базе станции создан Всесоюзный научно-исследовательский институт зернобобовых культур (ВНИИ ЗБК).
21 сентября 1971 года была открыта Стрелецкая средняя общеобразовательная школа.
4 августа 1993 года ВНИИ ЗБК посетил президент Российской федерации Б.Н. Ельцин. В апреле 2000 года ВНИИ ЗБК посетил В.В. Путин.
17 ноября 2015 года в поселке открыт памятник спецшколе минеров-подрывников ("пожарников").
3 мая 2017 года на территории МБОУ "Стрелецкая СОШ" был открыт бюст И. Г. Старинову.
С 2004 до 2021 гг. в рамках организации местного самоуправления посёлок являлся административным центром Пахомовского сельского поселения, упразднённого вместе с преобразованием муниципального района со всеми другими поселениями путём их объединения в Орловский муниципальный округ.

## Население
| 2002 | 2010  |
| ---- | ----- |
| 2848 | ↘2841 |

Согласно результатам переписи 2002 года, в национальной структуре населения русские составляли 98 % от жителей.

## Транспорт и связь
Посёлок имеет регулярное автобусное сообщение с областным центром, в частности является конечной остановкой маршрутного такси № 354 Институт ЗБК — Госплемобъединение.
В посёлке имеется одноимённое сельское отделение почтовой связи.